# Свободная Корея (партия)
Партия «Свободная Корея» (кор. 자유한국당 Чаю Хангуктан) — бывшая консервативная политическая партия правого толка в Республике Корея, оппозиционная партия страны. Сокращенное название — Партия «Корея» (кор. 한국당 Хангуктан).

## История

### Партии предшественницы
Правящая партия в Республике Корее была сформирована в 1963 году под названием «Демократическая республиканская партия» (кор. 민주공화당 Минджу конхвадан), тогда её лидером был Пак Чон Хи. После убийства Пака новым лидером страны стал Чон Ду Хван, основавший партию-преемницу — «Демократическую партию справедливости» (кор. 민주정의당 Минджу чоныйдан). 9 февраля 1990 года она объединилась с «Демократической партией воссоединения» и «Новой демократической республиканской партией», сформировав «Демократическую либеральную партию». В 1995 году партия сменила название на «Новая Корея» (кор. 신한국당 Синхангуктан).

### Основание
Современная консервативная партия «Партия великой страны» (кор. 한나라당 Ханнарадан) была основана в 1997 году в результате слияния «Объединённой демократической партии» и партии «Новая Корея».

### Партия власти
С 2012 года партия сменила название на «Сэнури» (кор. 새누리당 Сэнуридан; «Партия новых рубежей»), а с 2017 года стала именоваться как «Свободная Корея».

### Ликвидация
17 февраля 2020 года «Свободная Корея» объединилась с партиями «Вперёд в будущее 4.0» и Новой консервативной партией, создав «Объединённую партию будущего» перед парламентскими выборами.

## Участие в выборах
По итогам парламентских выборов 2004 года партия потерпела поражение, получив только 121 место из 299. Однако уже в 2007 г. партия отыгралась за поражение, поскольку на президентских выборах с крупным перевесом победил кандидат данной партии Ли Мён Бак.
Партия одержала победу на парламентских выборах 2012 года получив 152 из 300 мест в парламенте. На президентских выборах 2012 года от партии была выдвинута Пак Кын Хе.
Выборы кандидата в президенты от «Сэнури» прошли 20 августа 2012 года. Пак Кын Хе победила своих соперников, получив 83,97 % голосов (86 589 из 103 118) и была выбрана кандидатом в президенты от партии. На всенародных выборах 19 декабря Пак Кын Хе набрала 51,55 % голосов избирателей. Дочь безвременно погибших в результате покушений Пак Чон Хи и Юк Ён Су — стала первой в истории Республики Корея женщиной-президентом. Инаугурация состоялась 25 февраля 2013 года.
На выборах в Национальное собрание 20-го созыва, состоявшихся 13 апреля 2016 года, потерпела поражение. Лидер партии Ким Му Сон объявил об уходе в отставку с поста лидера партии.